# Leopoldo Zea Aguilar
Pour les articles homonymes, voir Aguilar.
Leopoldo Zea Aguilar (né le 30 juin 1912 à Mexico et mort le 8 juin 2004) est un philosophe mexicain.
Philosophe engagé, Zea est considéré comme le plus éminent des émancipateurs de la philosophie latino-américaine.

## Biographie
Il devint célèbre avec sa thèse de 1943 de El positivismo en México, « Le positivisme au Mexique ». Il est partisan d'un rapprochement des pays d'Amérique latine et détracteur de l'impérialisme des États-Unis. Pour Zea il ne s'agit plus seulement de savoir: la philosophie « ne doit pas résulter d’un pouvoir la faire, mais d’un être obligé à la faire ».

## Œuvres
- Superbus Philosophus
- El positivismo en México: Nacimiento, apogeo y decadencia
- Apogeo y decadencia del positivismo en México
- En torno a una filosofía americana
- Esquema para una historia del pensamiento en México
- Ensayos sobre filosofía de la historia
- Dos etapas del pensamiento en Hispanoamérica
- Conciencia y posibilidad del mexicano
- La filosofía como compromiso y otros ensayos
- América como conciencia
- La conciencia del hombre en la filosofía: Introducción a la filosofía
- El occidente y la conciencia de México
- América en la historia
- Las ideas en Iberoamérica en el siglo XIX
- La cultura y el hombre de nuestros días
- Latinoamérica en la formación de nuestro tiempo
- El pensamiento latinoamericano
- Antología de la filosofía americana contemporánea
- La filosofía americana como filosofía sin más
- Colonización y descolonización de la cultura latinoamericana
- La esencia de lo americano
- Latinoamérica: Emancipación y neocolonialismo
- Los precursores del pensamiento latinoamericano contemporáneo
- Dependencia y liberación en la cultura latinoamericana
- Dialéctica de la conciencia americana
- La filosofía actual en América Latina (coautor)
- Filosofía latinoamericana
- Filosofía y cultura latinoamericanas
- Latinoamérica. Tercer Mundo
- Filosofía de la historia americana
- Pensamiento positivista latinoamericano (selección y prólogo)
- Simón Bolívar: Integración en libertad
- Desarrollo de la creación cultural latinoamericana
- Latinoamérica en la encrucijada de la historia
- Sentido de la difusión cultural de América Latina
- Latinoamérica, un nuevo humanismo
- La transformación de la filosofía latinoamericana
- Filosofía de lo americano
- América como autodescubrimiento'